# Myotis horsfieldii
Myotis horsfieldii är en fladdermusart som först beskrevs av Coenraad Jacob Temminck 1840.  Myotis horsfieldii ingår i släktet Myotis och familjen läderlappar. IUCN kategoriserar arten globalt som livskraftig. Inga underarter finns listade i Catalogue of Life. Wilson & Reeder (2005) skiljer mellan fem underarter.
Arten blir med svans 83 till 95 mm lång, svanslängden är 29 till 37 mm och vikten ligger vid 6 till 8 g. Myotis horsfieldii har 9 till 12 mm långa bakfötter, 35 till 38 mm långa underarmar och 14 till 16 mm stora öron. Pälsen på ovansidan bildas av mörkbruna hår med ljusare spetsar och undersidans hår är ljusare och mer grå. Den broskiga fliken i örat (tragus) har en lång och smal form men den är på toppen bredare. Arten har inga rörformiga näsborrar.
Denna fladdermus förekommer med flera från varandra skilda populationer i Sydostasien från Indien till Filippinerna, Sulawesi och Lombok. Den lever i låglandet och i bergstrakter upp till 1450 meter över havet. Habitatet utgörs av ursprungliga skogar och av teodlingar, vanligen nära vattendrag.
Myotis horsfieldii vilar i grottor, i tunnlar, i bergssprickor, under överhängande klippor, i byggnader, i trädens håligheter eller i bladverket. Den sover ensam eller bildar mindre flockar. Djuret flyger vanligen tätt över vattenansamlingar under jakten och använder ekolokalisering.